# Anelsonia eurycarpa
Anelsonia eurycarpa är en korsblommig växtart som först beskrevs av Asa Gray, och fick sitt nu gällande namn av James Francis Macbride och Edwin Blake Payson. Anelsonia eurycarpa ingår i släktet Anelsonia och familjen korsblommiga växter. Inga underarter finns listade i Catalogue of Life.